# Grana Padano

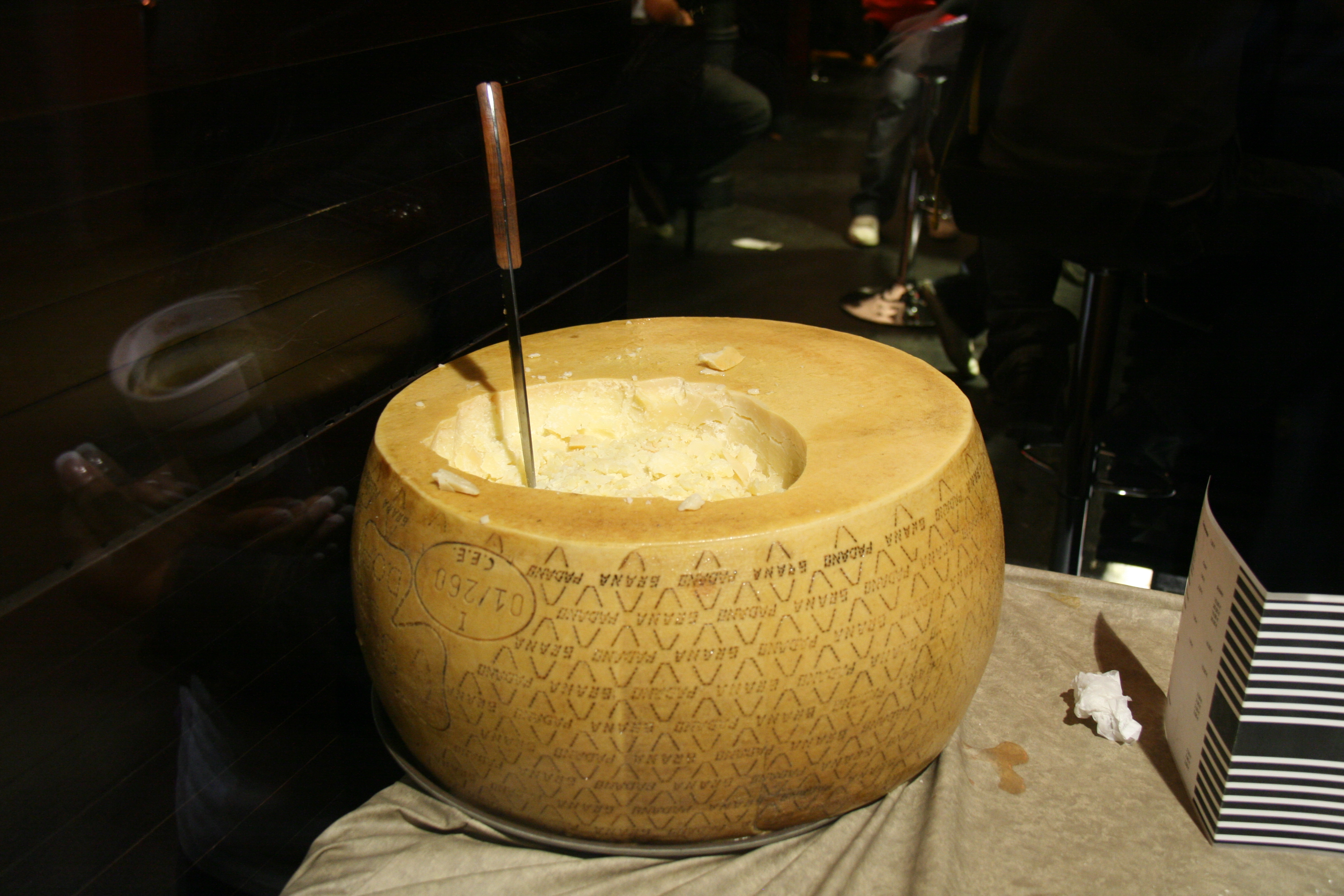
Grana Padano, Laib mit Käsemesser

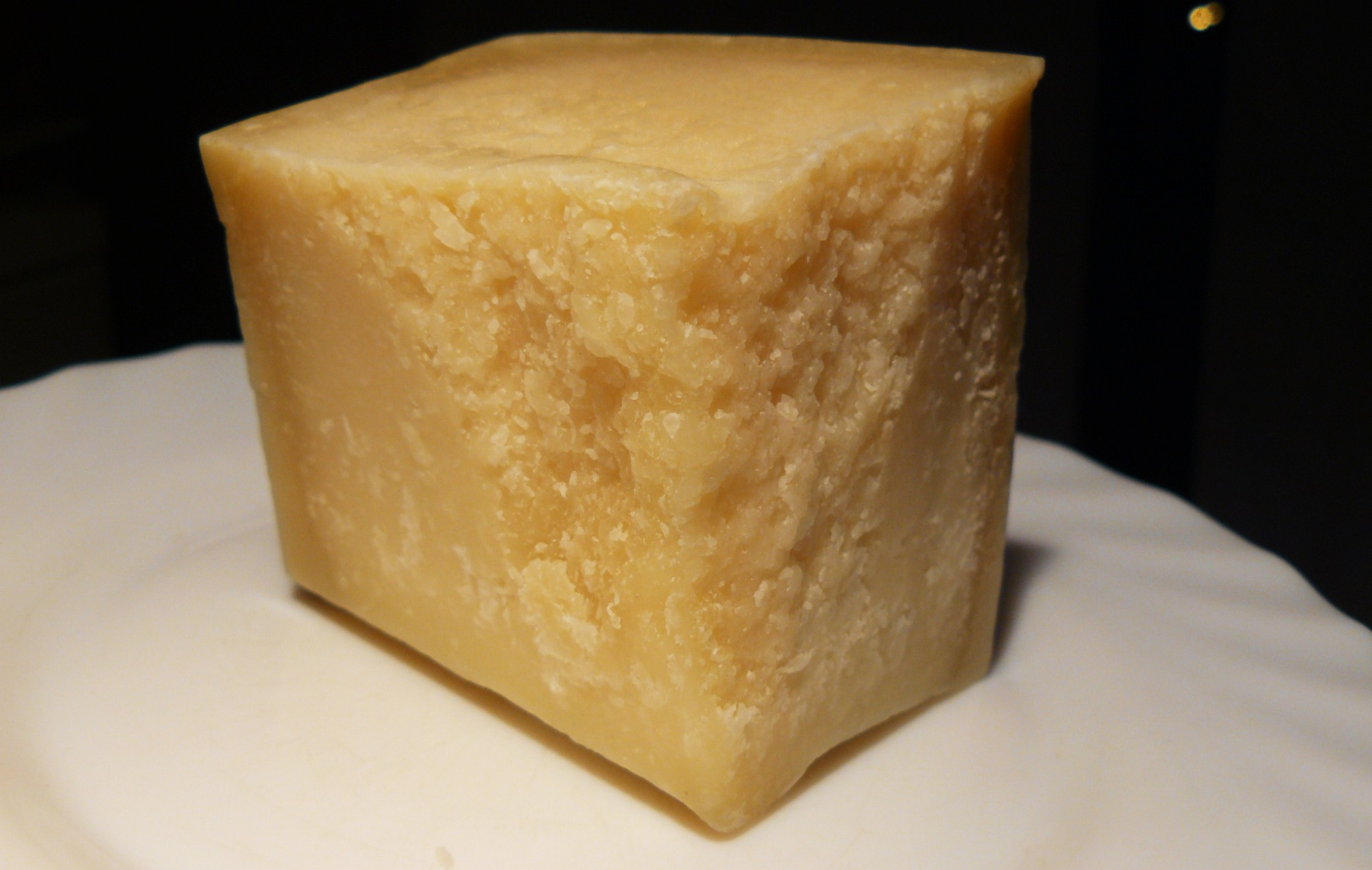
Grana Padano, Käsestück

Der Grana Padano ist ein langsam reifender halbfetter Hart- und Reibekäse aus Kuhmilch der weitreichenden Po-Ebene. Er gehört neben Parmesan und Mozzarella zu den bekanntesten und beliebtesten Käsesorten Italiens. Von den italienischen Käsesorten mit geschützter Ursprungsbezeichnung Denominazione d’Origine Protetta (DOP) ist er der meistproduzierte. Der Name leitet sich zum einen von der körnigen Struktur des Käses („grana“ von italienisch granuloso = körnig) und zum anderen von seiner Herkunft in der Po-Ebene („pianura padana“ von lateinisch padus = Po) ab.

## Geschichte

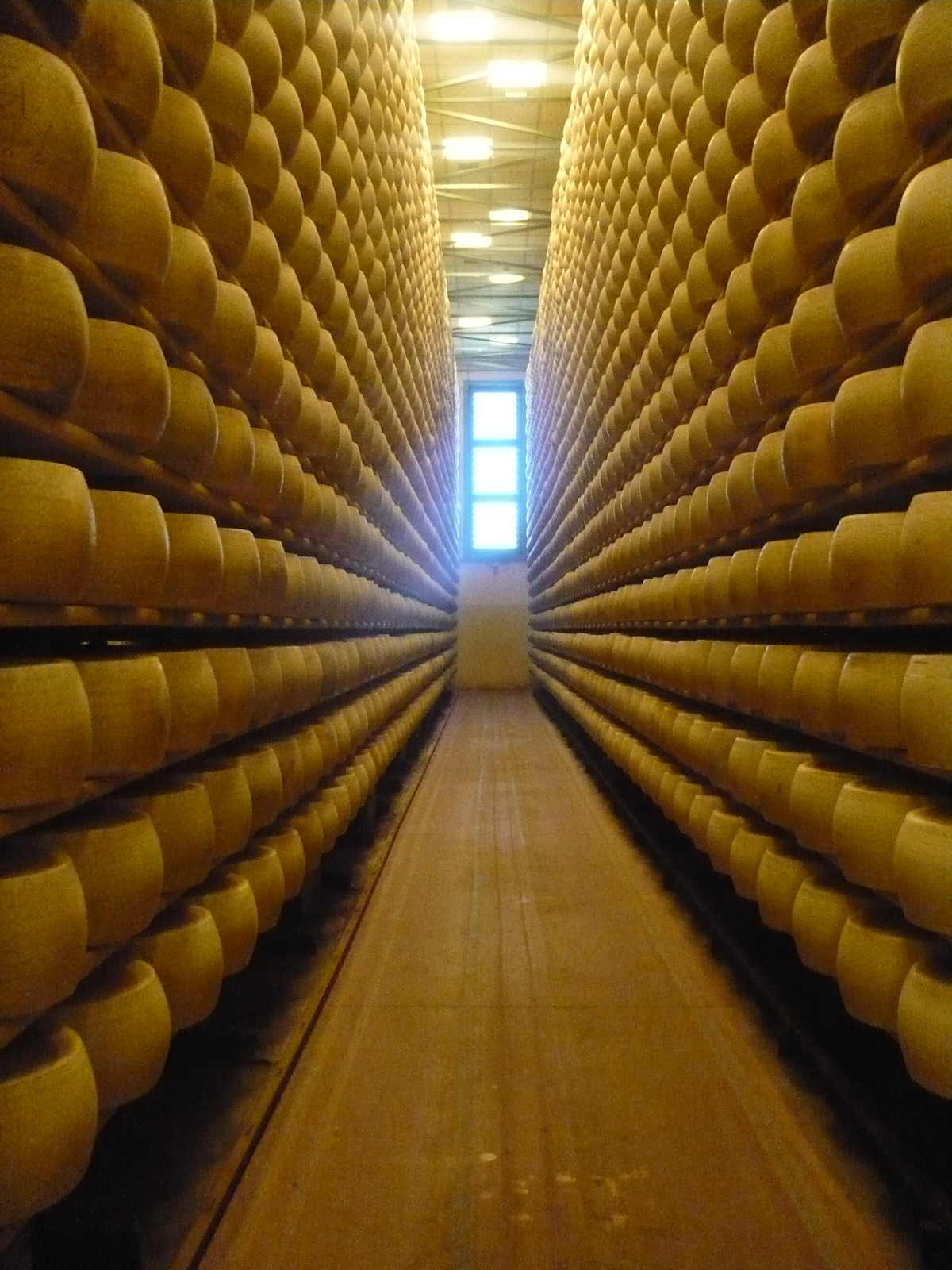
Lagerung des Grana Padano

Die Ursprünge des Grana Padano sind unbekannt. Bereits während der Zeit des Römischen Reiches wurde entsprechend der Überlieferungen von Vergil in der Po-Ebene Käse produziert. Nachdem die Bedeutung und die Produktion nach dieser Phase zurückgegangen war, entwickelte sie sich im 10. bis 11. Jahrhundert durch Verbesserungen der landwirtschaftlichen und sanitären Verhältnisse in dieser Region. Vor allem Mönche verschiedener Orden entwickelten die Region unter anderem durch die Trockenlegung von Sumpfgebieten. Der Ursprung des Grana Padano wird nach verschiedenen Dokumenten um das Jahr 1000 angenommen, wobei die Ursprünge wahrscheinlich in den Gebieten um Lodi und Codogno in der heutigen Lombardei lagen. 
Ungeklärt ist die Frage, ob diese Tradition aus der Region Emilia übernommen oder sich von Lodi dorthin verbreitete. Da der Handel und Transport über den Po intensiv betrieben wurde und vor allem Codogno eng an die Städte Parma und Piacenza angebunden war, sind beide Möglichkeiten denkbar. Ein wahrscheinlicheres Szenario ist die Entstehung in der Region Lodi und die spätere Ausbreitung nach Emilia, wo die Herstellungsbedingungen günstiger als am Entstehungsort waren. Nach anderen Überlieferungen entdeckten Zisterziensermönche des Klosters Chiaravalle Milanese in der südlichen Lombardei in der Käserei eine Methode, um überschüssige Milch haltbar zu machen, und aus dem 12. Jahrhundert sind Gründungen mehrerer Käsereien bekannt, die einen Hartkäse mit körniger Struktur unter der Bezeichnung „grana“ produzierten.
Wahrscheinlich war der Käse bereits zu dieser Zeit in Form und Größe mit dem heutigen Grana vergleichbar. Ab dem Jahr 1500 erlebte der Handel mit dem Grana Padano eine Blüte, und laut einer Urkunde von 1750 ist belegt, dass allein auf dem Marktflecken Codogno zu dieser Zeit zwischen 35.000 bis 45.000 Käselaibe pro Jahr gehandelt wurden. Unterschiedliche Regionen produzierten und produzieren ihren jeweiligen Grana mit den jeweiligen Herkunftsbezeichnungen, Grana milanese, aus Mailand, piacentino (Piacenza), mantovano (Mantua), der lodesano aus (Lodi).
Seitdem 1951 durch die Konvention von Stresa die Herkunftsbezeichnungen für Käsenamen eingeführt wurden, heißt der Käse einheitlich Grana Padano nach der Po-Ebene (Pianura Padana) und genießt seit dem Dekret Nr. 1269 vom 30. Oktober 1955 einen besonderen Ursprungsschutz, der sich auf die Herkunftsregionen und die Herstellung des Käses bezieht. Dabei veränderte sich seine Herstellungsmethode über die Jahrhunderte nur geringfügig, die Beliebtheit des Grana in der Lombardei steigerte die Produktion, und die lange Haltbarkeit beeinflusste den Handel der Region über Jahrhunderte und machte ihn zu einer der beliebtesten und am häufigsten nachgeahmten Käsesorten der Welt.

## Beschreibung und Eigenschaften
Der Grana Padano ist ein Hartkäse und zeichnet sich durch eine körnige Struktur aus. Im Vergleich zum sehr ähnlichen Parmigiano Reggiano (Parmesan) ist die Struktur des Käseteiges körniger, der Fettgehalt ist niedriger und es gibt gelegentlich feine Rissbildungen und kleine Löcher.
Der Käse wird in zylindrischen Laiben mit leicht konvex gewölbten Seitenflächen und ebenem Boden mit einem Durchmesser von 35 bis 45 Zentimetern, einer Höhe von 18 bis 25 Zentimetern und einem Gewicht von 24 bis 40 Kilogramm produziert. Die etwa 4 bis 8 Millimeter dicke Rinde ist gelbbraun und kann mit Umbra auch dunkler bis schwarz gefärbt sein, teilweise sind die Laibe mit einer Kunststofffolie bedeckt. Der Teig ist weiß oder schwachgelb, abhängig davon, ob eine Wintermilch (Vernengo) oder Milch einer anderen Jahreszeit verwendet wurde. Er ist hart und beim Brechen körnig bis schuppig strukturiert. 
Im Teig befinden sich bereits kurz nach Beginn der Reifung weiße kristalline Körnchen, die aus Eiweißabbauprodukten (Tyrosinderivaten) bestehen und typisch für den Grana Padano sind. Die Lochung ist sehr klein mit Löchern unter 0,5 Zentimeter Durchmesser, bei älteren und reiferen Laiben kommt es unter anderem durch die verstärkte Körnung zu Rissigkeit und Rissbildungen („spaccatura“), die den reifen Käse charakterisiert und für Verbraucher und Käsetester bereits visuell ein wesentliches Qualitätsmerkmal darstellt.
Die Trockenmasse des Käses beträgt abhängig vom Alter 68–80 %, der Fettgehalt etwa 32 % und der Eiweißgehalt etwa 35 % in der Trockenmasse (i. Tr.).
Laut Denomination (Auszug) müssen die Käselaibe folgende Eigenschaften haben:
- Durchmesser: 35–45 cm
- Höhe: 18–25 cm
- Gewicht: 24–40 kg
- Fett in Trockenmasse: mind. 32 % i. Tr.
- Farbe der Käsemasse: weiß oder strohgelb
- Geruch: wohlriechend

Der Geschmack des Käses ist vollaromatisch und würzig, aber nicht scharf. Der Geschmack und das Aroma entwickeln sich bei der Reifung vor allem durch den Fett- und Eiweißabbau. Die Körnchen im Käseteig können mit der Zunge leicht wahrgenommen werden und verleihen dem Käse einen als angenehm charakterisierten würzigen Geschmack. Regional werden in Italien lokale Varianten unterschieden, so der Grana Lombardo aus der Region Mailand, der Grana Lodigiano aus Lodi mit einem geringeren Fettgehalt und einem schärferen Geschmack und der Grana Reggiano aus der Emilia. Der Salzgehalt beträgt 3 %, der Gesamtsäuregehalt liegt durch die enthaltene Milchsäure bei 1,6 % und der pH-Wert bei 5,8.

### Qualitätsfehler
Rindenfehler und eine zu starke Lochung oder Rissbildung sowie eine dunkle bis rötliche Färbung des Teigs sowie verhärtete Schichten unter der Rinde werden als Qualitätsfehler eingestuft. Geschmacks- und Geruchsfehler liegen vor, wenn der Käse einen fauligen oder einen Knoblauchgeruch entwickelt und der Geschmack bitter ähnlich dem von Fleischextrakt ist.

### Qualitätskennzeichen

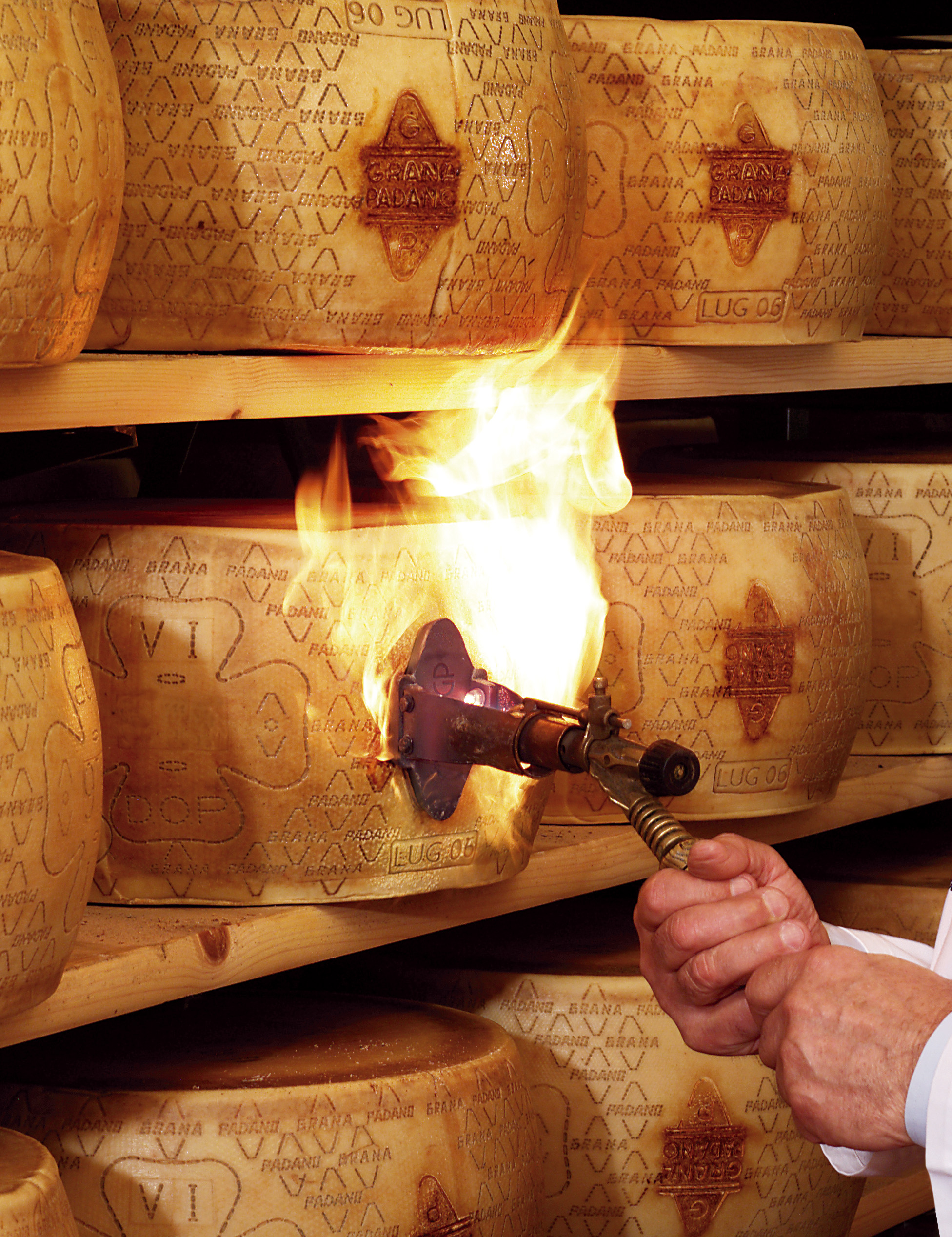
Einbrennen des Qualitätskennzeichens in die Rinde des Grana Padano

Ein Qualitätskennzeichen ist auf allen Verpackungen mit geriebenem oder in Stücken verpacktem Käse aufgedruckt.
Beim Kauf ganzer Laibe ist auf der Oberseite bei der Formung des Käses die Kaseinplakette mit dem Schriftzug „GRANA PADANO“ angebracht. Weiter wird bei der Formung des Käselaibes ein Kleeblatt eingepresst, in dem das Kürzel der Provinz, der Herstellerkäserei und „DOP“ (Denominazione d’Origine Protetta) enthalten ist. Ebenfalls bei der Käselaibformung entsteht das punktierte Rautenmuster über den ganzen Laibrand, in dem sich abwechselnd die Bezeichnungen „PADANO“ und „GRANA“ wiederholen. Der fertige Käse erhält als Gütesiegel das rautenförmige Logo „GRANA PADANO“ in die Rinde eingebrannt.

## Produktionsgebiete
Der originale Grana Padano (Grana-Padano-DOP-Käse) darf nur im Bereich des Po und des Reno hergestellt werden. Das Ursprungsgebiet umfasst die italienischen Provinzen bzw. Metropolitanstädte Alessandria, Asti, Bergamo, Biella, Bologna rechts vom Reno, Brescia, Como, Cremona, Cuneo, Ferrara, Forlì, Lecco, Lodi, Mailand, Mantua links vom Po, Monza, Novara, Padua, Pavia, Piacenza, Ravenna, Rimini, Rovigo, Sondrio, Trentino, Treviso, Turin, Varese, Venedig, Verbania, Vercelli, Verona und Vicenza. Zusätzlich darf die Milch aus dem Ursprungsgebiet der Gemeinden Altrei, Laurein, Proveis, Truden und Unsere Liebe Frau im Walde-St. Felix in Südtirol kommen.

## Produktion
Grana Padano darf nur in zertifizierten Molkereien hergestellt werden. Anders als der Parmigiano Reggiano, der nur während der Weideperioden hergestellt wird, wird der Grana Padano ganzjährig produziert. Der Käse wird traditionell aus vorgereifter und teilentrahmter Rohmilch hergestellt, die aus höchstens zwei Tagesmelkungen stammt. Es gibt davon zwei Arten: „maggengo“, aus im Frühling/Sommer gemolkener Milch und „vernengo“ aus Sommer- und Wintermilch. Die jeweils zehn bis zwölf Stunden alte Morgen- und Abendmilch wird getrennt voneinander verwendet, sodass zweimal am Tag gekäst wird. In moderneren Produktionen wird auch pasteurisierte Milch verwendet.
In traditionellen Kupferkesseln, die höchstens die Milchmenge für zwei Laibe aufnehmen, wird Molke aus der Vortagsproduktion als Starterkultur (Milchsäurebakterien) zugegeben. Der Fettgehalt der Kesselmilch wird auf etwa 2 % eingestellt und resultiert im fertigen Käse in 32 % Fett i. Tr. Die Milch wird auf 31–33 °C erhitzt und es wird Lab zur Dicklegung hinzugefügt. Der entstandene Käsebruch wird einige Zeit, zwischen 30 und 70 Minuten, bei 53–56 °C gehalten und dabei gerührt. Anders als bei der Parmigiano-Produktion lässt man beim Grana Padano den Bruch bereits im Kessel verklumpen und zusammenwachsen und er wird danach in der Käseform mit einem höheren Druck gepresst. Der Käsebruch wird in zylindrische Formen gefüllt und kann sich zwei Tage lang absetzen. Danach wird er für 16–25 Tage in Salzlake getaucht. Die gesalzenen Laibe kommen für einige Stunden zum Abtrocknen in eine Wärmekammer.

### Reifung
Die Reifung erfolgt bei einer Temperatur zwischen 15 und 22 Grad und dauert in der Regel 12 bis 18 Monate sowie in Ausnahmefällen bis zu 2 Jahre. Damit ist die Reifung kürzer als bei Parmigiano Reggiano. Im Reifelager werden die Laibe regelmäßig (etwa alle 15 Tage) gereinigt und umgedreht. Diese Tätigkeit wurde früher manuell durchgeführt, heute erledigen das Bürst- und Wendemaschinen. Dabei werden in den Lagern die Luftfeuchtigkeit, die Temperatur und der Luftaustausch überwacht und automatisch geregelt.
Das Consorzio Tutela Grana Padano hat drei Reifegrade festgelegt:
- Grana Padano DOP – 9 bis 16 Monate gereift
- Grana Padano DOP „Oltre 16 Mesi“ – über 16 Monate gereift
- Grana Padano DOP RISERVA – „Oltre 20 Mesi“ – über 20 Monate gereift

### Starterkulturen und Mikrobiologie
Wie bei allen Käsesorten besteht die Zusammensetzung der Bakterien, die die Reife des Käses vorantreiben, aus einer Mischung verschiedener Arten und Stämmen von Milchsäure produzierenden Bakterien, die der Molke als Starterkulturen zugegeben werden. Die Starterkulturen des Grana Padano besitzen eine natürliche Zusammensetzung. Sie stammt aus der Molke vom Vortag, die über jeweils 24 Stunden bei abnehmender Temperatur von 50 °C auf 35 °C vorgehalten wird. So werden die Kulturen von einem Käse zum nächsten weitergegeben.
Bei Untersuchungen der Starterkulturen verschiedener über die Po-Region verteilter Grana-Padana-Käsereien im Jahr 2008 wurden Lactobacillus helveticus, Lactobacillus delbrueckii subsp. lactis, Streptococcus thermophilus und Lactobacillus fermentum als dominante Hauptarten der Käseflora identifiziert, wobei das gemeinsame Vorkommen von L. helveticus, L. delbrueckii subsp. lactis und S. thermophilus bei 45 % der untersuchten Käsereien die typischste Zusammensetzung darstellte; bei 40 % der untersuchten Kulturen kamen nur zwei der genannten Arten vor. Nur in wenigen Fällen konnten alle vier Arten in der gleichen Kultur nachgewiesen werden, und auch Reinkulturen mit nur einer Bakterienart waren selten. Insgesamt wurden bei dieser Untersuchung 512 verschiedene Bakterienstämme identifiziert und isoliert, wobei die meisten Stämme den genannten Arten zugeordnet wurden. In weiteren Untersuchungen konnten monatliche Änderungen der Artenzusammensetzung sowie weitere Arten in den Kulturen identifiziert werden.

### Lagerung

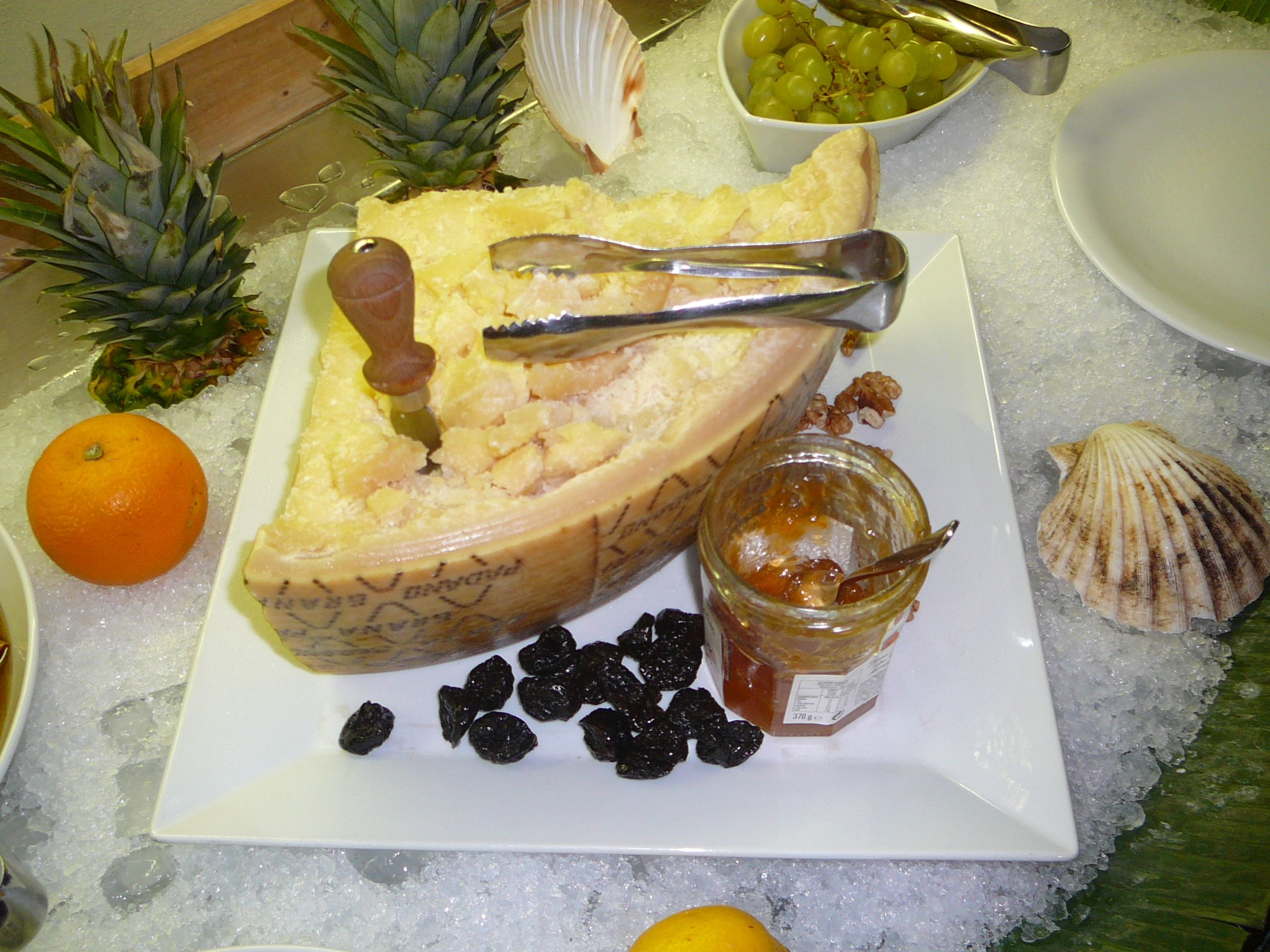
Grana Padano auf einem Buffet

Der Grana Padano sollte im Kühlschrank oder im Keller bei einer Temperatur um vier Grad Celsius aufbewahrt werden. Möchte man ihn besonders lange aufheben, so sollte man, um Schimmelbildung zu vermeiden, ganze Stücke von ihm einzeln in einem sauberen Küchentuch einwickeln und dieses im oberen Bereich des Kühlschranks platzieren, da es dort am trockensten ist. Der Käse trocknet auf diese Weise nach und nach weiter aus und wird damit härter, kann so jedoch bis zu zwei Jahre lang aufbewahrt werden.

## Verzehr und Zubereitungen
Der Grana Padano wird bei Raumtemperatur verzehrt. Dabei spielt er traditionell vor allem als Reibkäse als Würze für Suppen und Brühen sowie analog zum Parmesan auch für Saucen und andere Speisen eine Rolle. Später entwickelte er sich zusätzlich zu einem Tafelkäse, der auf dem Käsebuffet angeboten wird.

## Belege
1. 1 2  Der Grana Padano, italia.it, abgerufen am 10. Januar 2018
2. 1 2 3 4 5 6  „Grana Padano“ In: Heinrich Mair-Waldburg (Hrsg.): Handbuch der Käse. Käse der Welt von A-Z. Eine Enzyklopädie. Volkswirtschaftlicher Verlag, Kempten 1974; S. 488–492.
3. 1 2  Grana Padano – Geschichte (Memento des Originals vom 18. April 2017 im Internet Archive)  Info: Der Archivlink wurde automatisch eingesetzt und noch nicht geprüft. Bitte prüfe Original- und Archivlink gemäß Anleitung und entferne dann diesen Hinweis. Consorzio Tutela Grana Padano (englisch)
4. 1 2 3 4 5 6 7 8 9 10  „Grana Padano“ In: Gerhard Kielwein, Hans Kurt Luh: Internationale Käsekunde. Seewald Verlag, Stuttgart 1979; S. 90–92. ISBN 3-512-00540-3.
5. 1 2 3 4 5  Produktionsvorschriften und Beschreibung der DOP (PDF, englisch); Produktionsvorschriften und Beschreibung der DOP (Seite nicht mehr abrufbar, festgestellt im Mai 2025. Suche in Webarchiven)  Info: Der Link wurde automatisch als defekt markiert. Bitte prüfe den Link gemäß Anleitung und entferne dann diesen Hinweis. (PDF, italienisch), granapadano.it, abgerufen am 8. Februar/10. Januar 2018/
6. ↑  Homepage. Abgerufen am 24. Februar 2024.
7. ↑  P. F. Fox: Cheese: Chemistry, Physics and Microbiology: Volume 2 Major Cheese Groups. Springer Verlag, 2012; S. 228. (Google Books)
8. ↑  Lia Rossetti, Maria Emanuela Fornasari, Monica Gatti, Camilla Lazzi, Erasmo Neviani, Giorgio Giraffa: Grana Padano cheese whey starters: Microbial composition and strain distribution. International Journal of Food Microbiology 127 (1–2), 30. September 2008; S. 168–171. doi:10.1016/j.ijfoodmicro.2008.06.005
9. ↑  Franca Rossi, Veronica Gatto, Giancarlo Sabattini, Sandra Torriani: An assessment of factors characterising the microbiology of Grana Trentino cheese, a Grana‐type cheese. Dairy Technology 65 (3), August 2012; S. 401–409. doi:10.1111/j.1471-0307.2012.00844.x